# Deleproctophylla variegatus
Deleproctophylla variegatus là một loài côn trùng trong họ Ascalaphidae thuộc bộ Neuroptera. Loài này được Klug in Ehrenberg miêu tả năm 1834.